# Pleurodeles
Pleurodeles és un gènere d'amfibis urodels de la família Salamandridae que habita la península Ibèrica i el nord d'Àfrica

## Taxonomia
Pleurodeles inclou tres espècies:
- Pleurodeles nebulosus. Viu a les zones mediterrànies d'Algèria i Tunísia.
- Pleurodeles poireti. Espècie que és endèmica solament al massís de l'Edough (Jabal Edough), a Algèria. Molt amenaçada d'extinció.
- Pleurodeles waltl. Gandària, ofegabous o fardatxo. Viu a les zones meridionals de la península Ibèrica i al Marroc. Es troba al País Valencià i al Baix Ebre, però no a les Illes Balears.